# Fantaisie de concert

La Fantaisie de concert en sol majeur, op. 56, aussi connue comme "Concerto-fantaisie n° 4", est une œuvre de Piotr Ilitch Tchaïkovski pour piano et orchestre composée entre avril et septembre 1884 et jouée pour la première fois le 6 mars 1885 à Moscou.